# Morris County (New Jersey)
Morris County ist ein County (Landkreis) im US-Bundesstaat New Jersey. Bei der Volkszählung im Jahr 2020 hatte das County 509.285 Einwohner und eine Bevölkerungsdichte von 419 Einwohnern pro Quadratkilometer. Der Verwaltungssitz (County Seat) ist Morristown.

## Geographie
Das County hat eine Fläche von 1.247 Quadratkilometern, wovon 32 Quadratkilometer Wasserfläche sind. Es grenzt im Uhrzeigersinn an folgende Countys: Sussex County, Passaic County, Essex County, Union County, Somerset County, Hunterdon County und Warren County.

## Geschichte
Im Morris County liegt ein National Historical Park, der Morristown National Historical Park. Drei Orte im County haben den Status einer National Historic Landmark, die Craftsman Farms, die The Speedwell Village Factory und das Thomas Nast Home. 152 Bauwerke und Stätten des Countys sind insgesamt im National Register of Historic Places eingetragen (Stand 15. Februar 2018).

## Demografische Daten
Nach der Volkszählung im Jahr 2000 lebten im County 470.212 Menschen. Es gab 169.711 Haushalte und 124.907 Familien. Die Bevölkerungsdichte betrug 387 Einwohner pro Quadratkilometer. Ethnisch betrachtet setzte sich die Bevölkerung zusammen aus 87,20 % Weißen, 2,80 % Afroamerikanern, 0,12 % amerikanischen Ureinwohnern, 6,26 % Asiaten, 0,04 % Bewohnern aus dem pazifischen Inselraum und 2,01 % aus anderen ethnischen Gruppen; 1,56 % stammten von zwei oder mehr ethnischen Gruppen ab. 7,79 % der Bevölkerung waren spanischer oder lateinamerikanischer Abstammung.
Von den 169.711 Haushalten hatten 35,40 % Kinder und Jugendliche unter 18 Jahre, die bei ihnen lebten. 62,80 % waren verheiratete, zusammenlebende Paare, 7,90 % waren allein erziehende Mütter. 26,40 % waren keine Familien. 21,50 % waren Singlehaushalte und in 7,30 % lebten Menschen im Alter von 65 Jahren oder darüber. Die Durchschnittshaushaltsgröße betrug 2,72 und die durchschnittliche Familiengröße lag bei 3,18 Personen.
Auf das gesamte County bezogen setzte sich die Bevölkerung zusammen aus 24,80 % Einwohnern unter 18 Jahren, 6,40 % zwischen 18 und 24 Jahren, 31,90 % zwischen 25 und 44 Jahren, 25,30 % zwischen 45 und 64 Jahren und 11,60 % waren 65 Jahre alt oder darüber. Das Durchschnittsalter betrug 38 Jahre. Auf 100 weibliche Personen kamen 95,80 männliche Personen, auf 100 Frauen im Alter ab 18 Jahren kamen statistisch 92,70 Männer.

Das jährliche Durchschnittseinkommen eines Haushalts betrug 77.340 USD, das Durchschnittseinkommen der Familien betrug 89.773 USD. Männer hatten ein Durchschnittseinkommen von 60.165 USD, Frauen 40.065 USD. Das Prokopfeinkommen betrug 36.964 USD. 3,90 % der Bevölkerung und 2,40 % der Familien lebten unterhalb der Armutsgrenze. 3,70 % davon waren unter 18 Jahre und 5,30 % waren 65 Jahre oder älter.

## Städte und Ortschaften
| - Boonton - Boonton Township - Budd Lake - Butler - Chatham - Chatham Township - Chester Township - Chester - Denville Township - Dover - East Hanover Township - Florham Park - Hanover Township - Harding Township - Jefferson Township | - Kinnelon - Lake Telemark - Lincoln Park - Long Hill Township - Long Valley - Madison - Mendham - Mendham Township - Mine Hill Township - Montville Township - Morris Plains - Morris Township - Morristown - Mount Arlington - Mount Olive Township | - Mountain Lakes - Netcong - Parsippany-Troy Hills Township - Pequannock Township - Randolph Township - Riverdale - Rockaway - Rockaway Township - Roxbury Township - Succasunna-Kenvil - Victory Gardens - Washington Township - Wharton - White Meadow Lake |